# Махитис (1981)
„Махитис“ (на гръцки: «Μαχητής», в превод Боец) е гръцки вестник, издаван в град Лерин (Флорина), Гърция, от 1981 година.

## История
Вестникът започва да излиза в 1981 година. Негов издател е Янис Белкас. Вестникът спира в началото на XXI век.